# Халдей, Евгений Ананьевич
Евге́ний Ана́ньевич Халде́й (23 марта 1916, Юзовка, Екатеринославская губерния, Российская империя — 6 октября 1997, Москва, Россия) — советский фотограф, военный фотокорреспондент.

## Биография
Родился 23 марта 1916 года в городе Юзовка Бахмутского уезда Екатеринославской губернии. Во время еврейского погрома 13 марта 1918 года были убиты мать и дед Халдея, а сам он в годовалом возрасте получил пулевое ранение в грудь. Учился в хедере, с 13 лет начал работать на заводе. В 1930—1932 годах учился в школе ФЗУ, затем — рабочий в ж/д депо.
Первый снимок сделал в 13 лет самодельным фотоаппаратом. С 16 лет начал работать фотокорреспондентом. Переехал в Москву в 1936 году. С 1939 года — корреспондент «Фотохроники ТАСС». Снимал Днепрострой, запуск домен в Донбассе, репортажи об Алексее Стаханове, Прасковье Ангелиной, портреты мастеров искусств М. Л. Ростроповича, Д. Д. Шостаковича и др. Вместе с полярным летчиком И.И. Черевичным летал на поиски легендарной Земли Санникова, попутно создавая серии снимков о трудовых буднях первопроходцев советской Арктики. 
Представлял редакцию ТАСС на военно-морском флоте во время Великой Отечественной войны. Все 1418 дней войны прошёл с камерой «Leica III» от Мурманска до Берлина. Участвовал в штурме Новороссийска, Керчи, освобождении Севастополя, освобождении Румынии, Болгарии, Югославии, Австрии, Венгрии. Снял Парижское совещание министров иностранных дел, поражение японцев на Дальнем Востоке, конференцию глав союзных держав в Потсдаме, водружение государственного флага СССР в Берлине над Рейхстагом, подписание Акта о капитуляции Германии, парад Победы в Москве на Красной площади 24 июня 1945 года. На Нюрнбергском процессе одними из вещественных доказательств были фотографии Халдея.
В 1948 году уволен из ТАСС по обвинению в недостаточном образовательном уровне и недостаточной политической грамотности. После смерти Сталина вновь получил доступ на газетные страницы.
После войны создал галерею образов фронтовиков в мирном труде. Только в 1957 году смог стать фотокорреспондентом газеты «Правда».
В 1995 году в Перпиньяне (Франция) на международном фестивале фотожурналистики Visa pour l’Image прошла персональная выставка "Evgueni KHALDEÏ - De Moscou à Berlin" ("Евгений Халдей - от Москвы до Берлина").
Награждён французским Рыцарским орденом за достижения в области литературы и искусства.
Скончался 6 октября 1997 года в возрасте 81 года в Москве. Похоронен рядом с женой и сыном Леонидом в Москве на Кунцевском кладбище (уч. 10).

## Память
В 1997 году была выпущена книга «Свидетель истории. Фотографии Евгения Халдея» американского издательства «Aperture». Также в мае 1997 года состоялась премьера 60-минутного фильма «Евгений Халдей — фотограф эпохи Сталина».
В 2004 году издательством «Editions Du Chene — Hachette Livre» (Франция) была выпущена книга Марка Гроссе «Халдей. Фоторепортёр Советского Союза» (Khaldei. Un Photoreporter en Union Soviétique).
В 2014 году та самая «Лейка» была продана на аукционе «Bonhams» за 200 тыс. долларов.
В 2024 году выпущен документальный фильм «Евгений Халдей. Лично свидетельствую».

## Семья
Жена — Светлана Михайловна Халдей (1923—1986). Похоронена в Москве на Кунцевском кладбище (уч. 10).
- Дочь — Анна Ефимовна Халдей (род. 1947). По профессии конструктор одежды. Живёт в Москве.

- Сын — Леонид Ефимович Халдей (1956—2008). В детстве снимался в фильме «Такой большой мальчик» (1967). Был гитаристом группы «День рождения». С конца 1990-х годов жил в Филадельфии (США). Похоронен в Москве на Кунцевском кладбище (уч. 10) рядом с отцом и матерью.
- Сын - Халдей Валерий Ефимович (1941-1993)[источник не указан 184 дня].
- Двоюродный брат — Григорий Навричевский (1928—2009), фотокорреспондент газет «Вечерний Донецк» и «Донецкий кряж».

## Работы

### Фотография «Знамя Победы над рейхстагом»
На знаменитом фото «Знамя Победы над рейхстагом» запечатлены совсем не Берест, Егоров и Кантария.
Снимок был сделан по заданию Фотохроники ТАСС фотохудожником Евгением Халдеем 2 мая 1945 года, когда бои уже утихли и рейхстаг уже был взят. Перед этим он сделал несколько фотографий победных знамён над освобождёнными советскими городами: Новороссийском, Керчью, Севастополем.
Знамя с серпом и молотом, запечатлённое на фотографии, Халдей привёз с собой. По воспоминаниям Халдея, он попросил портного Израиля Кишицера сшить три флага из красных скатертей. Прибыв в Берлин, Халдей сделал снимки с каждым из трёх флагов.
Первый флаг был установлен вдали от рейхстага, на крыше штаба 8-й гвардейской армии, возле скульптуры орла, восседавшего на земном шаре. Халдей забрался туда с тремя бойцами и сделал несколько фотографий.
Второй флаг был установлен над Бранденбургскими воротами. По воспоминаниям Халдея, утром 2 мая 1945 года лейтенант Кузьма Дудеев, сержант Иван Андреев и он забрались на Бранденбургские ворота, укрепили флаг и сделали снимок. На обратном пути Халдею пришлось прыгнуть с большой высоты, и он отшиб ноги.
Когда Халдей добрался до рейхстага, из которого выбили гитлеровцев, флагов там уже было установлено множество. Наткнувшись на нескольких бойцов, он достал свой флаг и попросил их помочь забраться на крышу. Найдя удобную точку для съёмки, он отснял две кассеты. Флаг привязывал киевлянин Алексей Ковалёв (ум. 1997). Ему помогали старшина разведроты 82-й гвардейской стрелковой Запорожской Краснознамённой ордена Богдана Хмельницкого дивизии Абдулхаким Исмаилов из Дагестана (1916—2010) и минчанин Леонид Горычев.
На подлиннике одного из кадров серии фотографий стоящий внизу Абдулхаким Исмаилов, помогающий Ковалёву, имеет на каждой руке по наручным часам, что могло вызвать подозрения в мародёрстве, и хотя нельзя точно утверждать, что это именно часы, а не например, полевой компас, фактом остаётся то, что снимок перед его публикацией был отретуширован.

### Другие знаменитые работы
2 мая 1945 года Халдей сделал фотографию Марии Шальневой, родом из Воронежа, которая, будучи ефрейтором 87-го отдельного дорожно-эксплуатационного батальона, регулировала движение военной техники недалеко от рейхстага в Берлине. Эта фотография была опубликована во многих газетах мира. Через 28 лет Халдей отыскал её, и приехав в Воронеж, сделал новый снимок Марии и её дочери у оперного театра с надписью «Марии Тимофеевне на память о встрече через 25 лет. Берлин – Воронеж».
Также, 2 мая 1945 года, Евгений Халдей запечатлел у Бранденбургских ворот другую регулировщицу, Марию Лиманскую на одной из фотографий, получившей в народе название «Регулировщица Победы», 30 июля 1984 года фотография была отправлена Лиманской Халдеем с письмом на обороте фотографии.

### Вопросы авторских прав
Поскольку Халдей работал в Фотохронике ТАСС с 25 октября 1936 года по 7 октября 1948 года, сделанные им в качестве её фотокорреспондента фотографии соответствующего периода перешли в своей основе в общественное достояние в России не позднее 1 января 2019 года, поскольку изначальные авторские права согласно действовавшему в то время законодательству принадлежали ТАСС, чьи авторские права, как юридического лица, истекают не позднее 70 лет после опубликования произведения (или создания, если оно не было своевременно опубликовано). В частности такая особенность российского законодательства была подтверждена в 2015 году в судебном споре наследницы фотографа, его дочери Анны Халдей против издательства «Вече» об использовании фотографии Флаг Победы над Рейхстагом в книге Арсена Бениковича Мартиросяна «За порогом Победы», где ИТАР-ТАСС было привлечено в качестве третьего лица.

## Памятные почтовые марки
- 2017 год, Донецкая Народная Республика, выпущена юбилейная почтовая марка и почтовый конверт.

## Персональные фотовыставки
- Персональная выставка Евгения Ананьевича Халдея — весна 1978 года, Севастопольский художественный музей в г. Севастополе. Вступительное слово на открытии — Константин Симонов.
- Персональная выставка Евгения Ананьевича Халдея — 1982 год, выставочный зал Союза художников г. Волгограда.
- Персональная тематическая выставка "Константин Симонов в фотографиях Евгения Халдея"— Чувашский государственный художественный музей, г. Чебоксары, 1988.
- "Evgueni KHALDEÏ - De Moscou à Berlin" на фестивале Visa pour l’Image, Перпиньян (Франция), 1995.
- «Yevgeny Khaldei — Der bedeutende Augenblick». Eine Retrospektive: Martin-Gropius-Bau, Берлин, 2008.
- Евгений Халдей. Знамя Победы. Государственный музейно-выставочный центр РОСФОТО. Санкт-Петербург, 2015.
- Выставка «Евгений Халдей — легенда советской фотографии», галерея Art of Foto (Санкт-Петербург)[22].